# Borivske (Luhansk)
|  | Per a altres significats, vegeu «Boróvskoie». |

Borivske (en ucraïnès Борівське, en rus Боровское, Borovskoie) és una vila de l'óblast de Luhansk a Ucraïna. Fins al 2020 formava part del municipi de Sieverodonetsk. La ciutat està ocupada per Rússia des del 22 de juny del 2022, i és administrada per la República Popular de Luhansk. El 2021 tenia 5.692 habitants.

## Història
Borivske és mencionada per primer cop en un escrit del 1642, quan els cosacs es van veure obligats a lliurar la ciutat i va començar la migració cap al nord al llarg del Don. Altres fonts situen la fundació el 1672. La comunitat religiosa amb el seu propi lloc de culte a Borivske existeix des del 27 de febrer de 1694. Fou aquell dia que el patriarca Adrià de Moscou entre`ga l'antiminus a l'església acabada de construir. El 1885 es consagrà el temple de pedra en honor de Sant Nicolau.
L'abril de 1918, Borivske va quedar sota el control de les tropes alemanyes durant la Primera Guerra Mundial. El desembre de 1918, Borivske quedà sota l'autoritat del Directori d'Ucraïna. A començaments de 1919, el poder va passar als bolxevics. El juny del 1919, el poble quedà sota el control de l'Exèrcit Blanc, que van governar fins a finals d'any. Des d'aleshores l'assentament formà part de la Unió Soviètica.
A principis de la dècada de 1920, es va col·lectivitzar l'agricultura i es va produir a Borivske el que es coneix com Holodomor el 1921 i 1923. En aquell moment i fins al 1977, Borovskoie formava part del districte de Lissitxansk. El 1922 s'inaugurà la biblioteca del poble. El desembre de 1929, s'establí la granja col·lectiva i s'assignaren 4.973 hectàrees de terra agrícola.
El 1938, el poble va rebre l'estatus d'assentament de tipus urbà. Aleshores hi havia 5 botigues al poble, un club amb un saló per a 350 persones, una biblioteca, un hospital, una maternitat, etc. Hi havia una escola primària i una de secundària, on estudiaven 860 alumnes. L'escola vocacional nocturna de Boriv funcionà, capacitant químics, serrallers i electricistes.
L'11 de juny de 1942, durant la Segona Guerra Mundial, les tropes de la Wehrmacht van entrar al poble. L'1 de febrer de 1943, la 78a Divisió de Fusellers de l'Exèrcit Roig alliberà el poble.
Durant la restauració, ja el 1944, es van reconstruir 522 edificis residencials i la casa de la vila. Es va restablir la connexió telefònica i la xarxa de ràdio. El 1948, el poble va rebre l'electricitat i el 1947 començà a funcionar un hospital amb 10 llits. El 1948, es restaurà l'edifici de l'escola i es va reobrir la biblioteca. El 1952 l'escola de set anys es va convertir en una escola secundària.
Després de la independència d'Ucraïna, des del 1992, el lloc pertany al districte urbà de Sieverodonetsk, abans formava part del districte de Popasna.
Durant la invasió russa d'Ucraïna de 2022, les forces de la República Popular de Luhansk, amb l'ajuda de les Forces Armades de Rússia, van capturar la ciutat el 25 de juny del 2022, quan l'exèrcit ucraïnès va retirar-se a Sieverodonetsk cap a l'altra riba del riu Donets.